# Laverda GS Lesmo
La GS Lesmo è una motocicletta della Moto Laverda prodotta dal 1985 al 1989 nella cilindrata 125 cm³.

## Descrizione
Questa moto è munita di una copertura della carena del tipo integrale, ma munita di aperture laterali per lasciare in vista il motore, le frecce sono integrate nella carena, mentre nell'impianto frenante si ha il doppio freno a disco anteriore da 240mm, mentre al posteriore si ha un solo disco da 240 e la pinza è alloggiata su una piastra oscillante, le ruote hanno misure diverse, da 16" all'anteriore e 18" al posteriore.
La moto ebbe un'evoluzione nella GSR 125 del 1988, con carena bianca/rossa e doppio faro tondo, ma di questa moto furono prodotti solo pochi pezzi di preserie. Il telaio della GS Lesmo farà successivamente da base per la fallimentare Navarro con motore Cagiva.